# El silencio del mar
El silencio del mar (en francés, Le silence de la mer) es una película francesa de Jean-Pierre Melville, de 1947. Está basada en la novela corta del mismo título escrita por Jean Bruller y publicada bajo el seudónimo de Vercors en 1942.

## Argumento
En una pequeña ciudad de la Francia ocupada, en 1941, un oficial del ejército alemán, Werner von Ebrennac (Howard Vernon), se aloja en casa de una peculiar pareja en la que se encuentran sobrina y tío (Jean-Marie Robain). Este último ha adoptado la determinación de no dirigirle la palabra; acepta la situación de los invasores pero no quiere ninguna relación con ellos. Sin embargo, la sobrina (Nicole Stéphane), aunque respeta dicho silencio, parece totalmente abstraída con los soliloquios del oficial alemán sobre música, política, arte o humanidades tras regresar éste cada día a casa.

## Desarrollo
La acción se desarrolla en Francia, en 1941, durante la ocupación alemana. A lo lejos, una aldea con su castillo, su alcaldía donde está instalada la Kommandantur, los bosques, la nieve. En primer plano, una casa baja con su parral y su techo de largas tejas pardas. Un oficial alemán, Werner von Ebrennac, va a alojarse en la casa donde moran un anciano y su sobrina. Todas las noches, el extranjero bajará de su cuarto para reunirse con sus huéspedes silenciosos y se entregará a un monólogo infatigable hasta el día de su partida para el frente ruso. Los dos franceses no pueden impedir que el oficial alemán se aloje en su casa, pero pueden ignorarlo; pueden envolverse en un silencio denso e inmóvil como una niebla matutina, y ese silencio será más elocuente que las protestas indignadas. Contra ese baluarte del silencio, Werner von Ebrennac lanzará cada noche, no obstante, los asaltos de sus monólogos ininterrumpidos. Este alemán no es un bruto ni un exaltado. Es un espíritu culto, es un compositor dotado de talento que ha aceptado la actitud de silencio de sus huéspedes y aprueba ese rostro severo de Francia. "Yo respeto a las personas que aman a su patria. Estoy feliz de haber encontrado aquí a un anciano digno y a una señorita silenciosa. Será preciso vencer ese silencio. Habrá que vencer el silencio de Francia". Pero von Ebrennac se equivoca. No vencerá a nadie, al menos mientras sea feliz y poderoso. Por el contrario, él mismo será lentamente conquistado por la joven de rostro severo, quien desde hace seis meses parece no darse cuenta de la presencia y proximidad de un hombre que la contempla con amor. Von Ebrennac cree en la sinceridad de Alemania, en su buena fe con respecto a Francia, pero tendrá que despertar brutalmente de ese sueño. Francia será destruida y no solamente su poderío: también su alma. El derrumbamiento de von Ebrennac no podría ser más total y pide su traslado al frente ruso. La última noche, la joven alza lentamente la cabeza y responde al adiós que él le dirige desde el umbral de la puerta.

## Segunda versión
Se estrenó en 2004, protagonizada por Michel Galabru, Julie Delarme y Thomas Jouannet. 
- Datos: Q3227188